# Eilema barbata
Eilema barbata är en fjärilsart som beskrevs av George Francis Hampson 1907. Eilema barbata ingår i släktet Eilema och familjen björnspinnare. Inga underarter finns listade i Catalogue of Life.